# 퍼스트 레이디

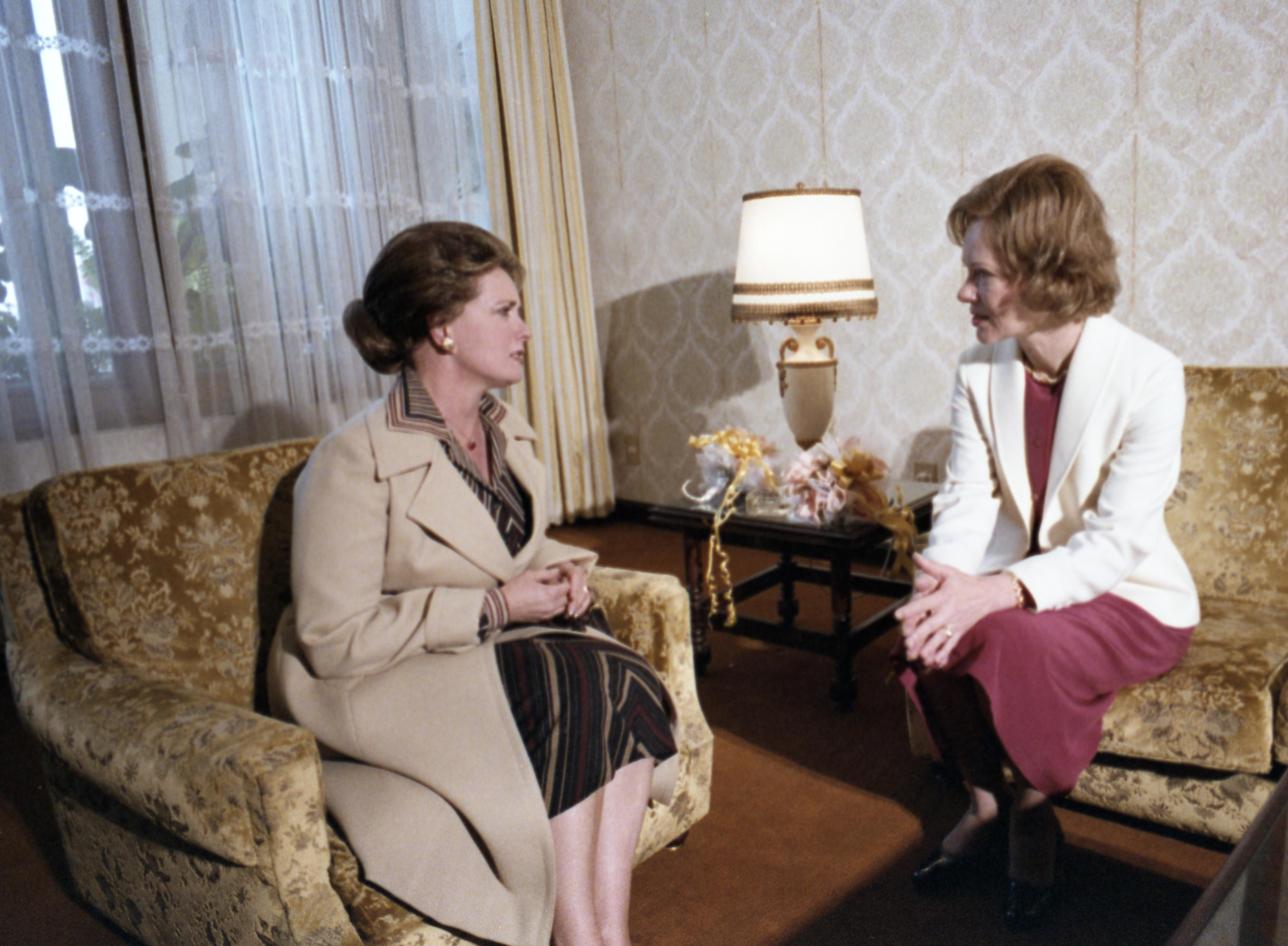
이집트 영부인 제한 사다트가 1979년 3월 8일 카이로에서 미국 대통령 로잘린 카터를 접견하고 있다.

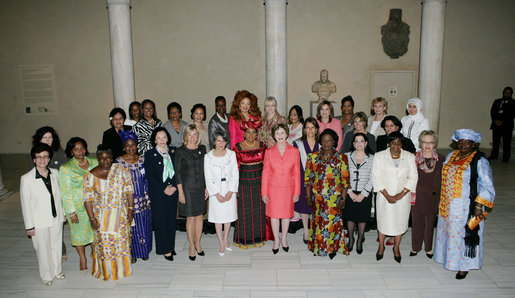
2008년 9월 22일 뉴욕 메트로폴리탄 미술관에서 한 무리의 영부인들이 모여있다.

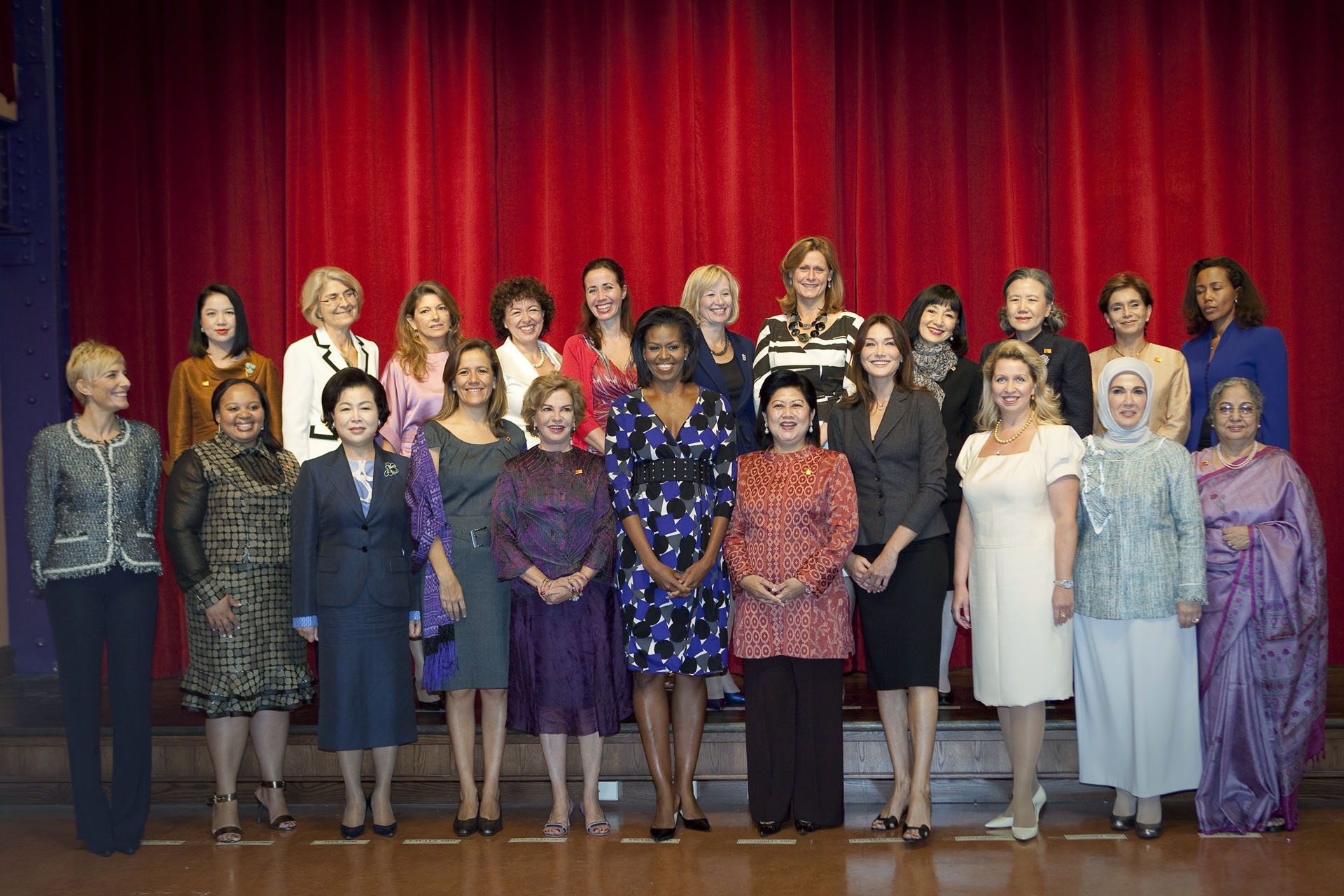
2009년 9월 25일 펜실베이니아주 피츠버그의 영부인들

퍼스트 레이디(영어: First Lady)는 사회에서 지도적 지위에 있는 여성을 의미하는 것이며 특히, 대통령이나 수상 등의 국가 최고 실권자의 아내를 가리키는 말이다. 부통령제 국가에서는 부통령의 부인을 세컨드 레이디(Second Lady)라고 한다.

## 영부인
퍼스트 레이디를 한국어로 영부인(令夫人)이라고 번역한다. 일본에서는 내각총리대신의 부인을 '영부인'으로 통칭하고 있다. 하지만, 대통령의 배우자가 남성인 경우 부군(夫君)이라는 호칭을 사용한다.

## 같이 보기
- 대한민국의 대통령 배우자
- 미국의 대통령 배우자
- 조선민주주의인민공화국의 국가 원수 배우자